# Maurice Guigue
Maurice Alexandre Guigue (4 de Agosto de 1912 - 27 de Fevereiro de 2011) foi um árbitro de futebol francês, que apitou a final da Copa do Mundo FIFA de 1958 em Estocolmo, na Suécia. Ele foi o segundo francês, depois de Georges Capdeville, a apitar uma final de Mundial.